# Massacro di Parit Sulong
Il massacro di Parit Sulong avvenne il 23 gennaio 1942, a Johor, in Malesia, commesso contro i soldati alleati dai membri della Divisione della Guardia imperiale dell'Esercito imperiale giapponese. Pochi giorni prima, le truppe alleate tesero un'imboscata ai giapponesi vicino a Gemas e fecero saltare un ponte.

## Incidente
Durante la battaglia di Muar, i membri sia dell'8ª Divisione australiana che della 45ª Brigata fanteria indiana effettuarono una manovra di ritiro dal combattimento, quando furono circondati vicino al ponte di Parit Sulong. Combatterono contro le forze giapponesi, in numero maggiore, per due giorni, finché non furono a corto di munizioni e cibo, mentre ai soldati abili fu ordinato di disperdersi nella giungla, l'unico modo rimasto per rientrare nelle linee alleate. Circa 150 tra australiani ed indiani furono feriti troppo gravemente per muoversi e la loro unica opzione fu di arrendersi. Alcuni resoconti stimano che furono fatti prigionieri fino a 300 soldati alleati a Parit Sulong.
Le guardie imperiali presero a calci e picchiarono i prigionieri di guerra feriti con il calcio dei fucili. Alcuni di loro furono legati con del filo metallico in mezzo alla strada e successivamente  mitragliati. I giapponesi versarono quindi della benzina sui corpi, li diedero alle fiamme e, secondo le parole di Russell Braddon, "dopo il loro incenerimento [...] sistematicamente investiti, avanti e indietro, da camion guidati da giapponesi". Altri racconti di persone locali, riferirono che i prigionieri di guerra vennero legati insieme con del filo e costretti a stare in piedi sul ponte, prima che un soldato giapponese sparasse a uno di loro, facendo cadere gli altri nel fiume Simpang Kiri con conseguente annegamento.

## Conseguenze

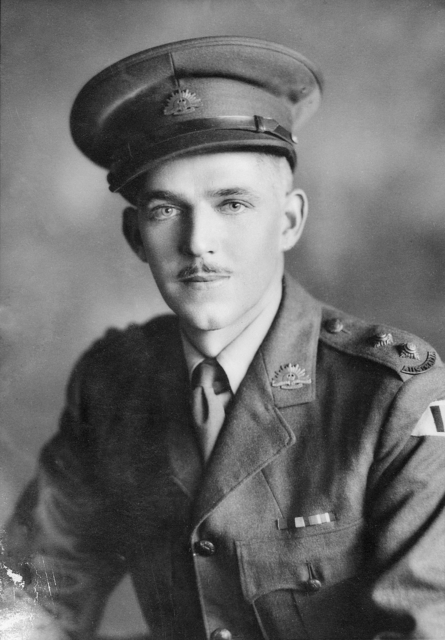
Il tenente Ben Hackney, uno dei soli tre uomini sopravvissuti al massacro

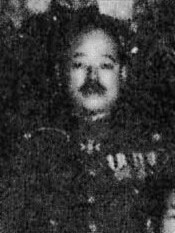
Il generale Takuma Nishimura, processato e impiccato in Australia in relazione al massacro nel 1951

Il tenente Ben Hackney dell'Australian 2/29th Battalion simulò la morte e riuscì a fuggire strisciando attraverso la campagna per sei settimane con due gambe rotte, prima di essere nuovamente catturato. Hackney sopravvisse all'internamento nei campi di prigionia giapponesi e fece parte della forza lavoro sulla famigerata ferrovia della Birmania. Lui ed altri due sopravvissuti fornirono le prove del massacro agli investigatori alleati sui crimini di guerra.
Il comandante delle guardie imperiali, il generale Takuma Nishimura, fu in seguito responsabile delle forze di occupazione nella zona orientale di Singapore ed indirettamente coinvolto nel massacro di Sook Ching. Nishimura si ritirò dall'esercito giapponese nel 1942 e fu nominato governatore militare di Sumatra. Dopo la guerra, fu processato da un tribunale militare britannico in relazione al massacro di Sook Ching. Nishimura fu condannato all'ergastolo per cui ha scontato quattro anni. Durante il rientro in Giappone, Nishimura fu catturato su una nave a Hong Kong dalla polizia militare australiana e accusato in relazione al massacro di Parit Sulong. Nishimura fu portato sull'isola di Manus nel Territorio della Nuova Guinea, dove fu processato da un tribunale militare australiano. Furono presentate le prove dimostranti che Nishimura ordinò le sparatorie a Parit Sulong con la successiva distruzione dei corpi: fu condannato e giustiziato per impiccagione l'11 giugno 1951.

### Indagini recenti
Nel 1996, il giornalista australiano Ian Ward ha pubblicato Snaring the Other Tiger, che suggeriva come il procuratore dell'esercito australiano, il capitano James Godwin, un ex pilota della Royal New Zealand Air Force che era stato maltrattato come prigioniero di guerra a Sumatra, avesse "manipolato" le prove per coinvolgere Nishimura. Ward afferma che Godwin non intraprese alcuna azione sulla testimonianza del tenente Fujita Seizaburo, e che secondo quanto riferito si assunse la responsabilità del massacro di Parit Sulong. Fujita non fu accusato e il suo destino è rimasto sconosciuto.
L'ampia ricerca condotta dal professor Gregory Hadley e James Oglethorpe e pubblicata sul Journal of Military History nel 2007 successivamente ha dimostrato che le prove che pretendevano di incriminare James Godwin erano una costruzione successiva creata per ulteriori scopi politici negli anni '90.